# Peter Stein (kunstenaar)
Peter Stein (Karlsruhe, 1941) is een Nederlandse beeldhouwer en vormgever.

## Leven en werk
Stein volgde de opleiding 'publiciteitsvormgeving en grafisch ontwerpen' aan Academie Minerva in de stad Groningen. Hoewel hij werd opgeleid als decorbouwer, raakte hij steeds meer geïnteresseerd in ruimtelijke vormgeving. Hij volgde lessen bij Karl Pelgrom om zich als beeldhouwer te bekwamen. In de jaren 70 werkte hij voor een aantal opdrachten samen met Marinus Dieleman. Hij woonde en werkte destijds in Meeden, later in Den Andel. Stein exposeerde onder meer bij Groningen Monumentaal (1980).
Sinds de jaren 80 houdt Stein zich naast zijn kunst bezig met ultralopen. Hij is trainer en naamgever van het 'Running Ultrateam Peter Stein' (RUPS).

### Rechtszaken
In 1976 besloot de gemeente Meeden niet langer mee te werken aan de uitvoering van de Beeldende Kunstenaars Regeling, die gemeenten verplichtte jaarlijks ten minste één werk af te nemen van in de regeling opgenomen kunstenaars. De in Meeden wonende kunstenaars Casper C. Bosveld, Mark Witteveen en Stein werden door dit besluit geraakt. Burgemeester Alberts noemde de BKR een vlooientheater, waar de een in springt en de ander eruit. Hij vond dat beeldende kunstenaars door deze regeling financieel te veel werden voorgetrokken ten opzichte van bijvoorbeeld schrijvers en acteurs. De gemeente vond dat Stein "onvoldoende scheppend vermogen" bezat om nog langer als beeldend kunstenaar aangemerkt te worden, men vond de kwaliteit van zijn werk achteruit gegaan. Zowel de Beroepsvereniging van Beeldende Kunstenaars als Stein en Bosveld spanden een kort geding aan tegen de gemeente Meeden. Stein won bij de Groninger rechtbank, de rechter vond dat de gemeente niet het recht had om een kwaliteitsoordeel te vellen. De gemeente ging in hoger beroep, waarbij Stein uiteindelijk verloor.

## Enkele werken
- 1977-1979 Routing in plastieken voor sporthal de Veenhorst in Musselkanaal (met Dieleman)
- 1979 Verticale routing voor de Tandheelkundige faculteit in Groningen (met Dieleman)
- 1980 wandreliëf voor tennisvereniging in Baflo.

- RKD-Nederlands Instituut voor Kunstgeschiedenis: 74942